# Boletus regius
Boletus regius es un hongo basidiomiceto de la familia Boletaceae, que habita en bosques de frondosas de zonas templadas. Es una especie poco común que suele aparecer bajo la cobertura de árboles caducifolios, del tipo del castaño o el haya, y que fructifica de forma solitaria o en grupos de dos o tres basidiocarpos, en verano y principios de otoño. Es una especie comestible, pero muy poco frecuente. El epíteto específico "regius" significa "real", y hace referencia a su bella coloración, presentando tonos rojo rosado en la cutícula del sombrerillo, amarillo dorado en la zona de los poros y amarillo limón en el pie. Anteriormente a la descripción de esta especie por parte de Krombholz, se le consideraba una variedad de Boletus appendiculatus, en la sección Calopodes.

## Morfología
Posee un sombrero de entre 6 y 15 cm de diámetro, esférico en sus fases tempranas y aplanado conforme va madurando el esporocarpo. Está cubierto de fibrillas rojizas sobre un fondo amarillo rosado pálido. Conforme va envejeciendo, las tonalidades se van haciendo más uniformes y apagadas, y la cutícula se va agrietando. Los tubos y los poros son estrechos y amarillentos, y van tomando tonos verdosos al madurar. El pie es algo más ancho en la base y de color amarillo limón, y presenta en ocasiones tonalidades rojizas en su parte superior y un retículo amarillo muy fino. La carne es blanca o amarillo limón y su color se va haciendo más intenso en las zonas cercanas a los tubos y tomando tonos rosados en la zona inferior del pie y en la cercana a la cutícula. Su sabor es dulce y su olor suave. La esporada es de color pardoolivácea.

## Posibilidades de confusión
Es posible confundirlo con especies afines como B. fechtneri y B. speciosus, ambos comestibles y también poco comunes.